# Krist Novoselic

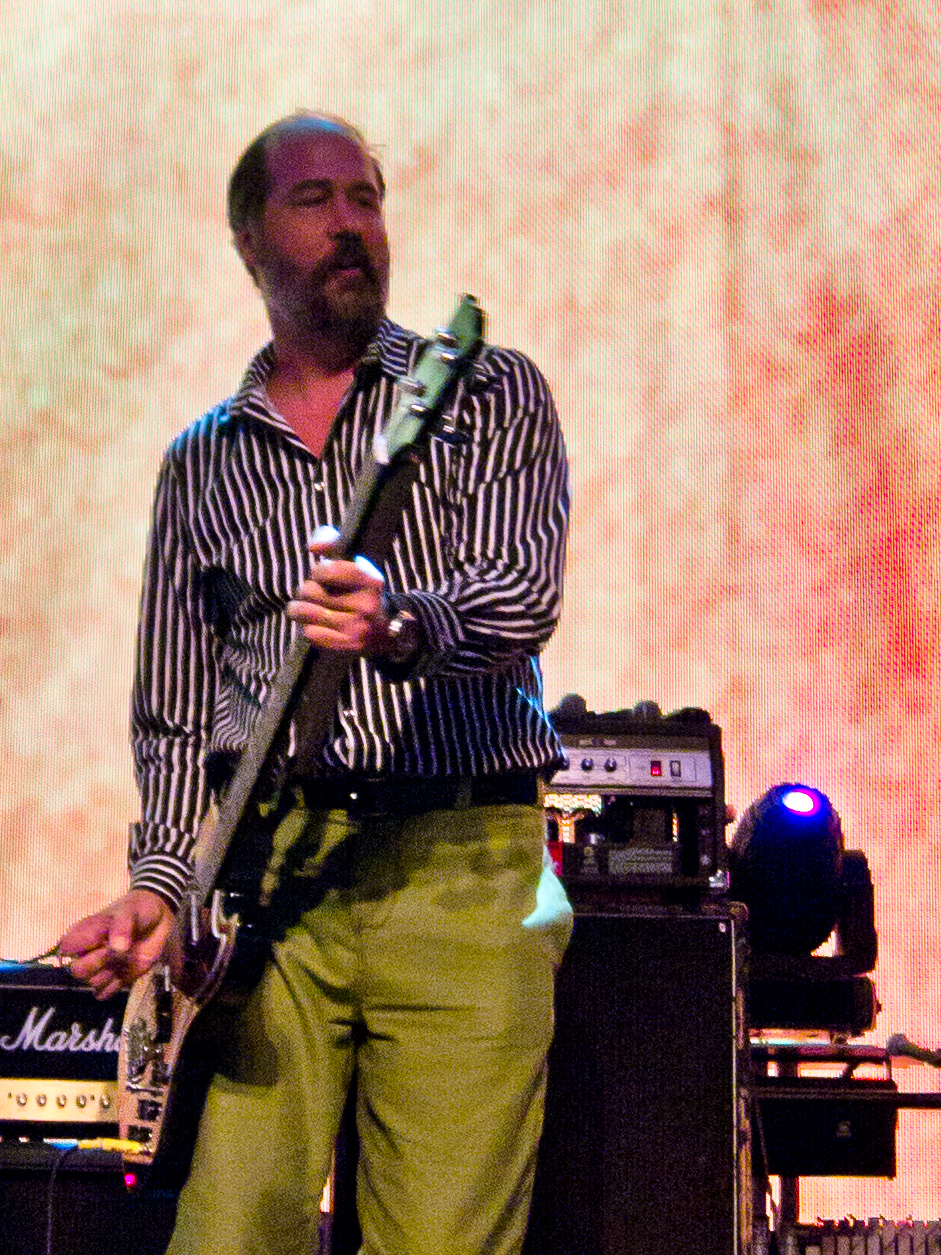
Krist Novoselic (2011)

Krist Anthony Novoselic (* 16. Mai 1965 in Compton, Kalifornien; auch bekannt als Chris Novoselic, Eigenschreibweise Krist Novoselić) ist ein US-amerikanischer Musiker. Er war ein Gründungsmitglied der Grunge-Band Nirvana.

## Leben
Der Sohn der aus Kroatien stammenden Kristo und Maria Novoselić zog mit seiner Familie 1966 von Compton nach San Pedro, wo er mit seinen beiden Brüdern und seiner 1973 geborenen Schwester den Großteil seiner Kindheit verbrachte. 1979 zog die Familie nach Aberdeen im Staat Washington. Im Juni 1980 schickten seine Eltern ihn nach Zadar (zu der Zeit Jugoslawien, heute Kroatien), wo er ein Jahr bei Verwandten lebte. Nach seiner Rückkehr lernte er 1982 Kurt Cobain kennen, mit dem er ab 1986 in verschiedenen Bands spielte und 1987 die Band Nirvana gründete, deren Bassist er bis zu deren Auflösung 1994 blieb.
Nach Cobains Tod 1994 veröffentlichte er Alben mit den Bands Sweet 75, No WTO Combo und Eyes Adrift.
Im Jahr 2004 erwog Novoselic, der sich in der Demokratischen Partei engagiert, sich um den Posten des Vizegouverneurs seines Heimatstaates Washington zu bewerben, nahm aber später davon Abstand. Im selben Jahr heiratete er zum zweiten Mal und veröffentlichte sein erstes Buch Of Grunge and Government: Let's Fix This Broken Democracy. Im Februar 2005 trat er als Moderator eines Benefiz-Festivals in Seattle für die Opfer des Seebebens 2004 auf.
Im Dezember 2006 ersetzte Novoselic den Bassisten DeSmartass der Band Flipper für eine UK- und Irland-Tour und kehrte damit zur Musik zurück. Er wurde festes Mitglied der Band und nahm mit ihr ein Studioalbum auf. Ende September 2008 gab er seinen Austritt aus der Band bekannt.
Seit November 2007 schrieb Novoselic eine wöchentliche Kolumne über Musik und Politik für die Seattle Weekly's Website. Er war Vorstandsmitglied der Organisation FairVote, die sich für ein besseres Wahlrecht in den Vereinigten Staaten einsetzt.
Im Jahre 2011 spielte er auf dem Album „Wasting Light“ der Band Foo Fighters auf dem Lied I Should Have Known Bass und Akkordeon. 2013 beteiligte er sich an einem Projekt seines ehemaligen Bandkollegen Dave Grohl über die Sound-City-Studios in Los Angeles. Mit weiteren Musikern nahmen sie eine CD auf und darauf das Lied Cut Me Some Slack, für das sie mit einem Grammy Award für den besten Rocksong ausgezeichnet wurden.
Von 2017 bis zu deren Auflösung während der Corona-Pandemie war er Bassist der Band Giants In The Trees. 2019 veröffentlichte er mit dem Lepidopterologen Dr. Robert Michael Pyle und unter Mitwirkung von Ray Prestegard als Butterfly Launches From Spar Pole eine CD mit gleichnamigem Titel.
2021 gründete er mit  Matt Cameron (Pearl Jam, Soundgarden), Kim Thayil (ebenfalls Soundgarden) und weiteren die Alternative Rock Supergroup 3rd Secret, diese veröffentlichte in den beiden Folgejahren jeweils ein Album.